# Amsterdams Lyceum

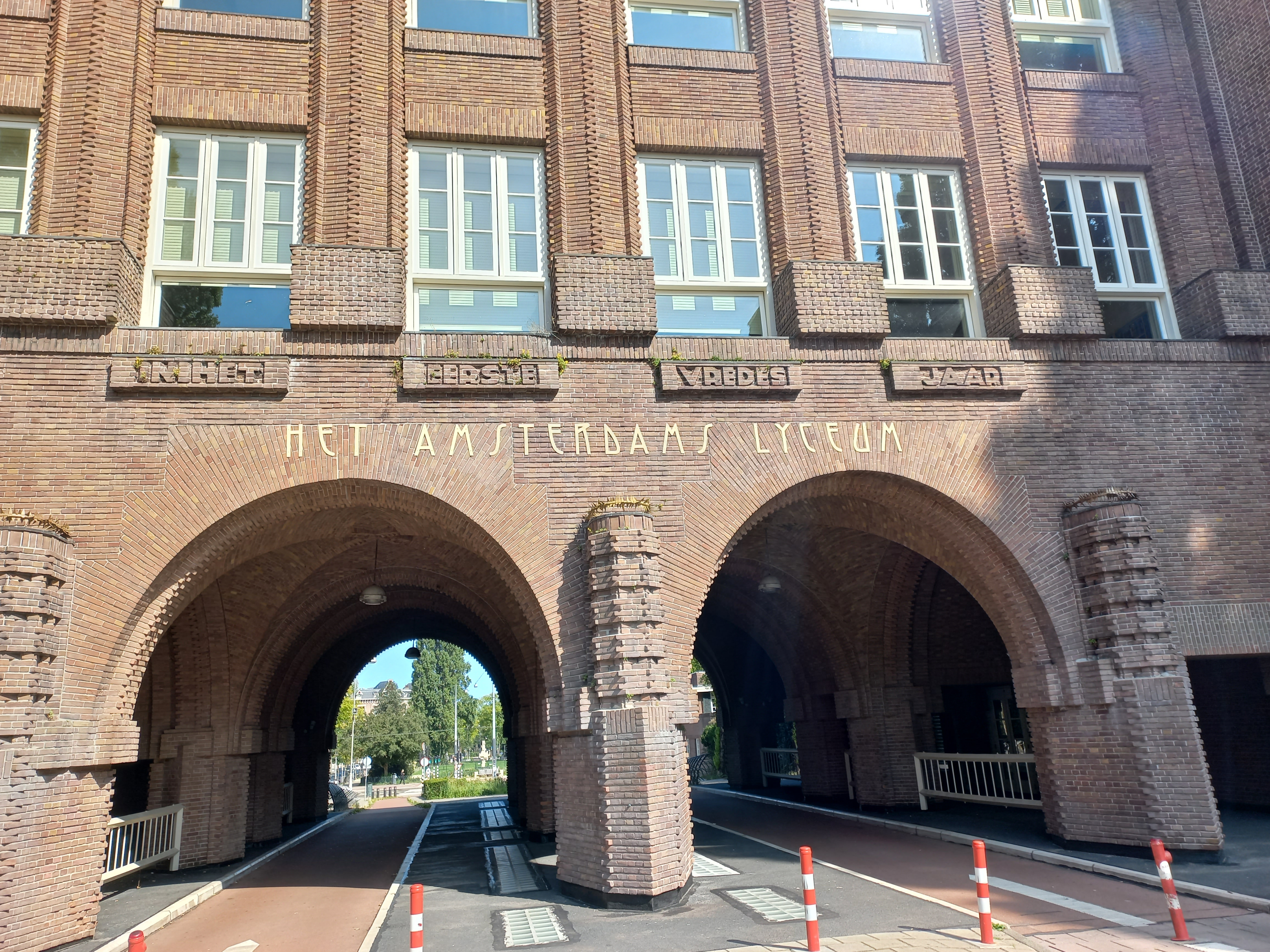
In het eerste vredes jaar (augustus 2025)

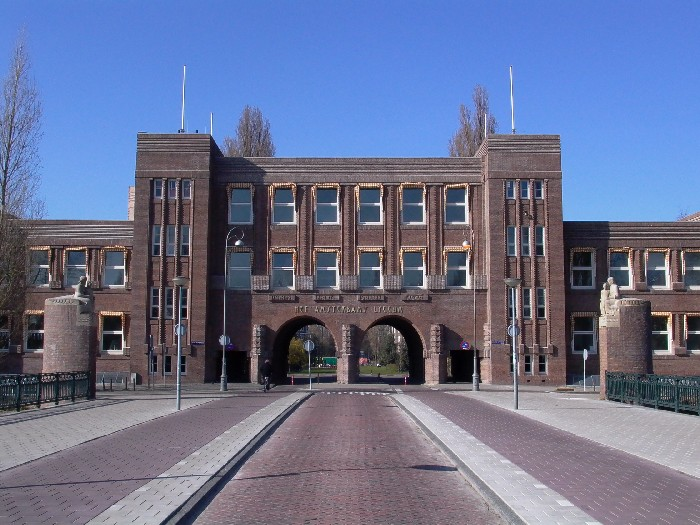
Het Amsterdams Lyceum gezien vanaf de brug over het Noorder Amstelkanaal met tekst: IN HET EERSTE VREDES JAAR

Het Amsterdams Lyceum is een school voor voortgezet onderwijs in Amsterdam-Zuid. Het heeft een geschiedenis die teruggaat tot 1917. Het huidige gebouw werd in 1920 in gebruik genomen en is een ontwerp van de architect H.A.J. Baanders en Jan Baanders. 

## Geschiedenis
In de Tweede Wereldoorlog werd de school ernstig getroffen door de deportatie van leraren en leerlingen. Dr C.P. Gunning, oprichter en eerste rector van het Lyceum, kon niet weerhouden dat de joodse leerlingen op last van de gemeente zijn school verlieten en naar het Joods Lyceum moesten gaan. De meesten werden vandaar afgevoerd en kwamen niet uit de kampen terug. Gunning overleefde zijn internering in Kamp Amersfoort en werd na de oorlog weer rector van de school. Hij schreef het Gedenkboek 1940-1945 van Het Amsterdams Lyceum.

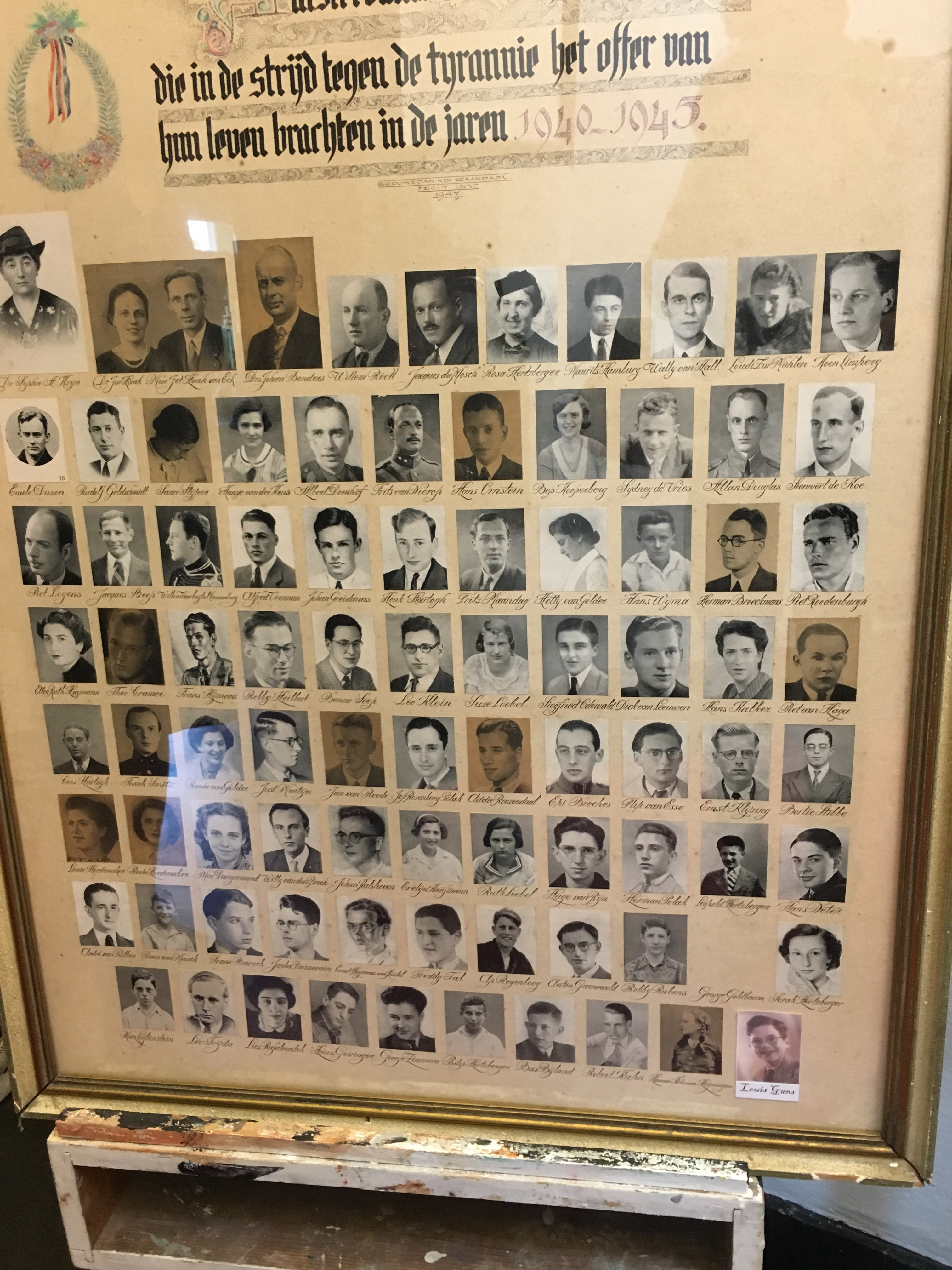
Slachtoffers Tweede Wereldoorlog onder docenten en leerlingen van Het Amsterdams Lyceum

Anno 2006 kende het lyceum de richtingen gymnasium en atheneum. Er zaten destijds 975 leerlingen op de school, mede door de toenemende populariteit van de school groeit het aantal leerlingen gestaag; de afgelopen jaren heeft het Amsterdams Lyceum moeten loten. Tot enkele jaren geleden had het Amsterdams ook afdelingen voor de havo en de mavo, die werden echter afgebouwd, waardoor nu alleen aan vwo'ers les wordt gegeven. De school geeft sinds het begin van de 21e eeuw versterkt Engels, Spaans en Italiaans. Hierbij wordt er veel aandacht besteed aan die specifieke talen, er is echter geen sprake van tweetalig onderwijs.
Tegenwoordig heeft de school een regiofunctie.

## Baksteenreliëfs
Het motto van de school, 'Potius deficere quam desperare' (Latijn voor: liever tekortschieten dan wanhopen), staat in baksteen boven de onderdoorgang aan de zijde van het Valeriusplein vermeld. Vanwege de symmetrie is op de zuidkant (Noorder Amstelkanaal) eveneens een reliëf te zien, ditmaal met de tekst: 'In het eerste vredes jaar'. 

## Bekende oud-leerlingen
- Adriaan Blaauw, astronoom
- Jelle Brandt Corstius, journalist[1]
- Cathelijne Broers, cultuurbestuurder
- Remco Campert, dichter en schrijver van verhalen en romans
- Jacqueline Cramer, minister (PvdA) van Volkshuisvesting, Ruimtelijke Ordening en Milieubeheer in het vierde kabinet Balkenende
- Annemarie Grewel, politica[2]
- Polo de Haas, pianist
- Bernard Haitink, dirigent
- Gijs van Hall, verzetsstrijder, PvdA-politicus, burgemeester van Amsterdam en senator
- Walraven van Hall, bankier en verzetsstrijder tijdens de Tweede Wereldoorlog
- Ernst Hirsch Ballin, jurist, minister (CDA) onder andere van Justitie in het derde kabinet Lubbers
- Julius Jaspers, kok
- Rudy Kousbroek, schrijver
- Martinus J. Langeveld, pedagoog
- Salomon Müller, Duits zoöloog
- Max Rood, minister (D66) van Binnenlandse Zaken in het derde kabinet Van Agt
- Edwin de Roy van Zuydewijn, ex-echtgenoot van prinses Margarita de Bourbon de Parme
- Gijs Scholten van Aschat, acteur
- Nanette Schutte, tennisspeelster
- Dick Swaab, arts en neurobioloog
- Ed van Thijn, oud-burgemeester van Amsterdam
- Rudolf Wolf, interieurontwerper
- Badr Hari, professioneel kickbokser (diploma niet behaald op Het Amsterdams Lyceum)[3]
- Mark Baanders, journalist

## Bekende (oud-)docenten
- Johan Benders, verzetsstrijder en docent aan het Lyceum

## Publicaties
- Paul Gerretsen: "Eens van het Lyceum...". Het rectoraat van Dr. C. P. Gunning, grondlegger van Het Amsterdams Lyceum. Amsterdam, Het Amsterdams Lyceum, 2017. Geen ISBN
- Het Amsterdams Lyceum. Lustrum-uitgave 1917-1992. Red. Gerdien Boersma. Amsterdam, Vereniging Scholengemeenschap Het Amsterdamsch Lyceum, 1992. Geen ISBN
- C.P. Gunning: Gedenkboek 1940-1945 van het Amsterdams Lyceum. Amsterdam, Doorgeven, 1947
- Amsterdamsch Lyceum 1917-1937. Amsterdam, 1937
- Patrick van den Hanenberg en Rob Hendriks: Geschoold - 40 portretten van oud-lyceïsten. Amsterdam 2002
- Patrick van den Hanenberg: Wolkenland 1931-2006. Amsterdam 2006
- Patrick van den Hanenberg: 100 jaar min 1. De geschiedenis van H.A.L.O (HALO), de schoolkrant van Het Amsterdams Lyceum 1918-2017. Amsterdam 2017
- Patrick van den Hanenberg en Eric Swakman: HAL XC, 90 jaar Het Amsterdams Lyceum (cd) Amsterdam 2007
- Patrick van den Hanenberg en Eric Swakman: HAL-ivoor. (cd) Amsterdam 2017